# Eutymiusz z Athosu
Eutymiusz (gruz.: ექვთიმე მთაწმინდელი) (ur. ok. 950 w Iberii kaukaskiej, zm. 13 maja 1028 w Konstantynopolu) – święty mnich chrześcijański.

## Życiorys
Według hagiografii pochodził ze znakomitego rodu gruzińskiego. Jego ojciec porzucił rodzinę, gdy przyszły mnich był jeszcze dzieckiem, i wstąpił do monasteru pod imieniem Jan. Eutymiusz pozostał w domu rodzinnym. W czasie wojny między Persją i Bizancjum został jednym z zakładników gwarantujących neutralność Iberii w konflikcie i musiał wyjechać do Konstantynopola. Tam nauczył się języka greckiego, wykazując do tego znaczne zdolności. Uwolnienie młodzieńca z niewoli wyprosił jego ojciec, który przybył do Konstantynopola z gruzińskiego klasztoru na górze Olimp w Bitynii. Po dotarciu do klasztoru Eutymiusz złożył śluby mnisze. Razem z ojcem przebywał we wspólnocie olimpijskiej do ok. 963-969, gdy postanowili odejść z niej i osiedlić się na Athosie, we wspólnocie zgromadzonej wokół Atanazego z Athosu. Eutymiusz szybko zdobył sławę wzorowego ascety. Za radą Atanazego przyjął święcenia kapłańskie.
Za namową ojca Eutymiusz podjął pracę nad przekładem greckich ksiąg liturgicznych na język gruziński. Po przygotowaniu tłumaczenia Ewangelii przesłał je do króla Iberii Dawida, który nazwał go "drugim Złotoustym" i poprosił o kontynuację prac. Mnich kontynuował wówczas swoją działalność: przełożył teksty Bazylego Wielkiego, Grzegorza Teologa, Makarego Wielkiego, Jana Klimaka, Maksyma Wyznawcy, Izaaka Syryjczyka, Jana z Damaszku, szereg żywotów świętych, część tekstów soborów powszechnych oraz nabożeństw. Oprócz wykonywania przekładów własnych dokonał przeglądu starszych gruzińskich ksiąg liturgicznych, poprawiając w nich błędy powstałe wskutek niestarannego kopiowania.
W czasie choroby swojego ojca Jana, przełożonego monasteru Iwiron, Eutymiusz musiał częściowo porzucić dotychczasową działalność. W 1005, po śmierci Jana, został nowym przełożonym wspólnoty, co sprawiło, iż przekazał swoje niedokończone tłumaczenia mnichowi Grzegorzowi. Hagiografia przypisuje mu zdolność czynienia cudów.
W 1019 Eutymiusz zrezygnował z funkcji przełożonego klasztoru, chcąc powrócić do pracy tłumacza. Kilka lat spędził w Iberii, dokąd zaprosił go król Dawid. Następnie w 1028 udał się na zaproszenie Konstantyna VIII do Konstantynopola. Tam, 13 maja 1028 zmarł wskutek upadku z muła. Został pochowany w klasztorze Iwiron. Jego żywot spisał św. Jerzy z Athosu między rokiem 1044 a 1065. Oficjalnej kanonizacji Eutymiusza dokonał Sobór Lokalny Gruzińskiego Kościoła Prawosławnego w 1089, nadając mu zarazem przydomek Oświeciciela Iberii.